# کراسنه فولوارچنه
کراسنه فولوارچنه (به لهستانی:  Krasne Folwarczne) یک روستا در لهستان است که در گمینا یاشونووکا واقع شده‌است.